# Gyöngyös
Gyöngyös (někdy též německy Gengeß) je město v Maďarsku v župě Heves v okresu Gyöngyös. Je druhým největším městem své župy. Název má podle stejnojmenného potoka, který přes něj protéká. Město je někdy také nazýváno jako Brána Mátry, neboť u uvedeného pohří (spolu se Sár-hegy) leží. Má rozlohu 55,31 km². V roce 2013 zde žilo 31 018 obyvatel.

## Název
Současný název se objevil poprvé v roce 1284 v podobě Gungus. Místní pro odlišení obou dvou říkají vodnímu toku Nagy-patak (velký potok). Název pochází od maďarského výrazu pro stvořený z perel. V 16. a 17. století tvrdil maďarský historik Miklós Istvánffy, že původ názvu města pochází od maďarského výrazu pro jmelí, které hojně roste v okolí. Chorvatské obyvatelstvo, které zde historicky žilo[zdroj?] používalo foneticky přepsaný název Đunđuš; do němčiny byl název také přebrán v obdobné podobě.

## Historie

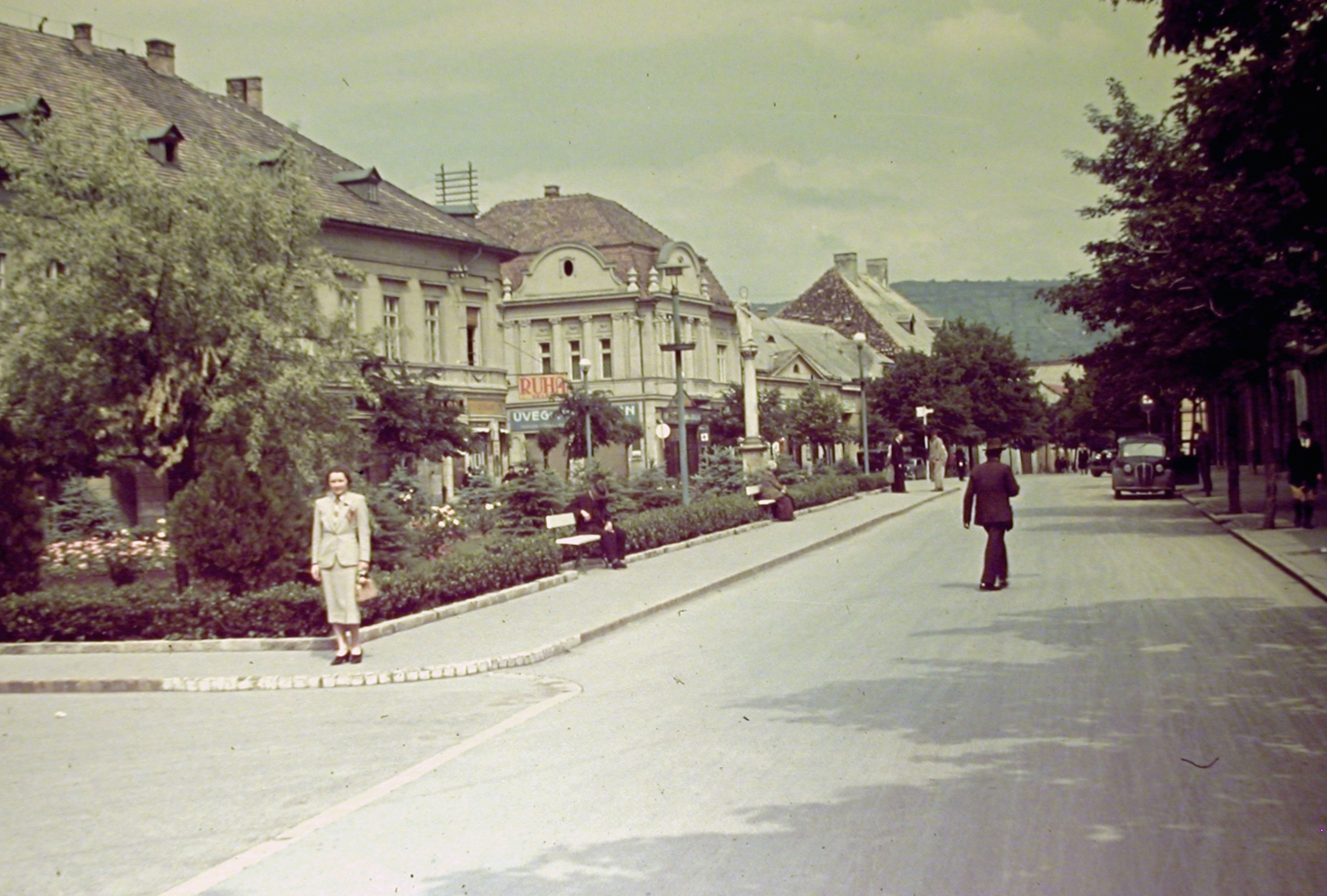
Střed města roku 1938.

Osada na tomto místě byla založena nejspíše Avary ještě před příchodem Maďarů do Karpatské kotliny. Předpokládá se, že první domy zde byly postaveny někdy mezi lety 700 až 800. První písemná zmínka pochází nepřímo, a to z Anonymovy kroniky.
Ve středověku byl vlastníkem města rod Abů. V 15. století se zde usídlili Františkáni.
Během Rákócziho povstání zde jednal kníže ve městě s císařským vyslancem. Ve františkánském kostele byl pohřben nejslavnější kurucký generál János Bottyán, který zemřel na mor.
Řada historických budov ve městě byla zničena v roce 1917 požárem. Celkem bylo nicméně zničeno 549 domů a 1400 dalších, většinou hospodářských budov. Ihned po skončení požáru město navštívil rakouský císař a uherský král, který přislíbil obnovu. Na přestavbu Gyöngyösu se po celé zemi sháněly finanční prostředky a po první světové válce bylo město obnoveno podle návrhů profesora architektury László Warghyho a za aktivní pomoci starosty Árpáda Pukyho.
Do druhé světové války zde žila početná židovská populace, která byla nejprve roku 1942 omezena protižidovskými zákony a v roce 1944 transporty převezena do koncentračních táborů v souvislosti s holocaustem. Před tím zde existovalo židovské ghetto.
V letech 1950 až 1991 byly v kasárnách Ignáce Töröka dislokovány některé jednotky maďarských ozbrojených sil. Jednalo se o velitelství a přímé jednotky 4. mechanizované střelecké divize. Dne 10. října 1991 byla posádka přemístěna nebo zrušena.
Roku 2022 zde byla postavena nová průmyslová zóna s obchvatem.

## Kultura, pamětihodnosti a instituce

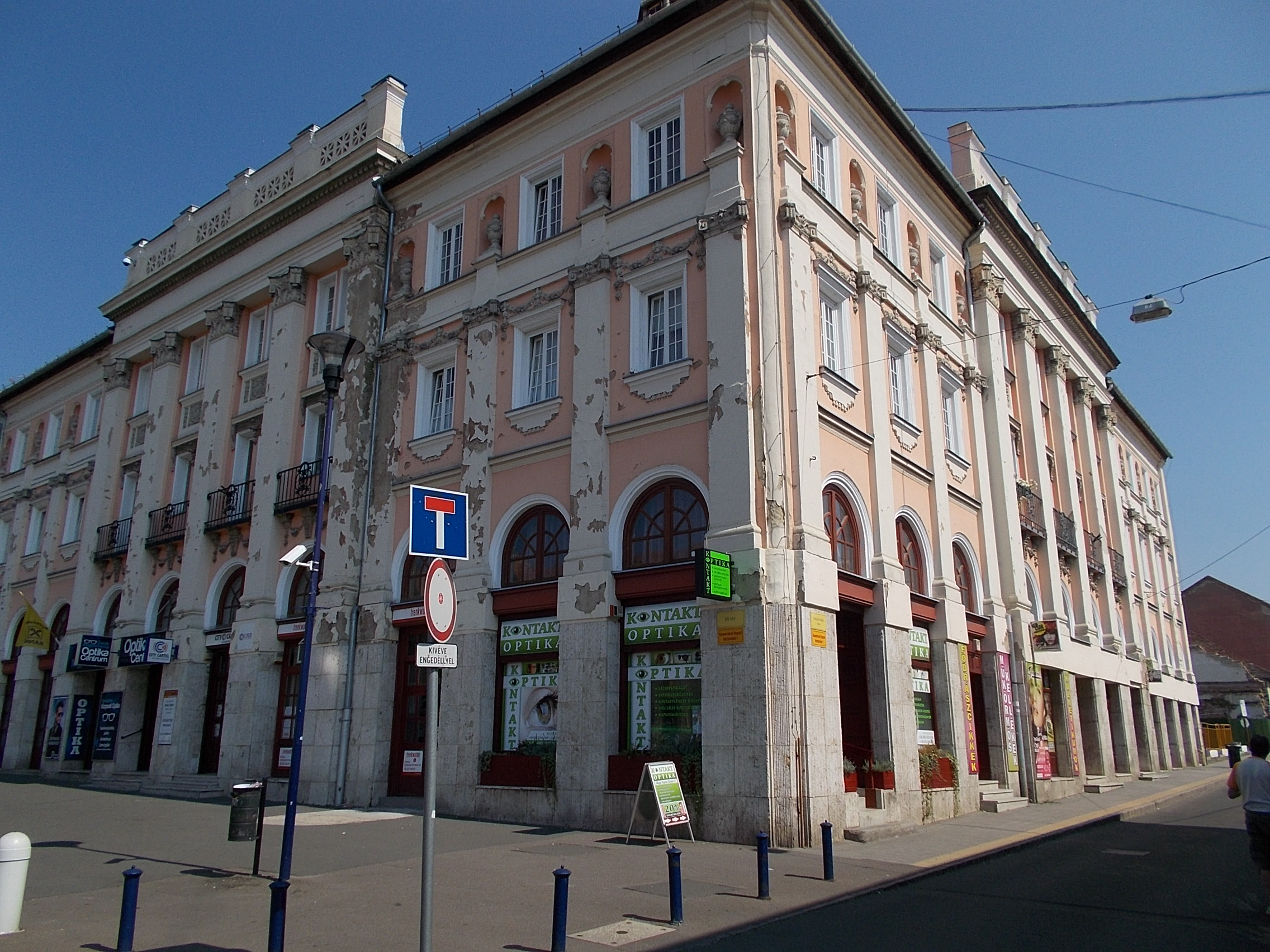
Bývalý hotel Mátra.

V Gyöngyösi se nachází Muzeum Mátry. Jeho budova je nápadná díky vitráži fénixe vstávajícího z popela. Pravidelně se zde také koná národní folklorní festival (maďarsky Gyöngy Nemzetközi Folklórfesztivál). Působí zde také železniční muzeum, které se věnuje místní dráze s názvem Mátravasút.
Místní pamětihodností je také kostel svatého Bartoloměje nebo Orczyho palác. Ten nese svůj název podle jeho vlastníka, od něhož jej v roce 1930 vykoupilo město. Od 50. let 20. století potom v paláci sídlí muzeum. Dalším objektem, které do této kategorie spadá, je také zdejší vodárenská věž.

## Doprava
Gyöngyös je znám také jako brána do pohoří Mátra. Je dostupný dálnici M3, hlavní silnici č. 3 (předchůdce původní dálnice) a železniční trati č. 85 (Vámosgyörk – Gyöngyös). Ve městě se nachází jedno nádraží (Gyöngyös) a jedna zastávka (Kitérőgyár).
Veřejnou dopravu v Gyöngyösu zajišťuje společnost Volánbus. Do města jezdí několik autobusových linek.

## Partnerská města
- Pieksämäki, Finsko, 2000
- Ringsted, Dánsko, 1973
- Sanok, Polsko, 1995
- Târgu Secuiesc, Rumunsko, 1995
- Zeltweg, Rakousko
- Šuša, Ázerbájdžán

## Rodáci
- Rudolf von Brudermann (1851–1941) – generál rakousko-uherské kavalérie
- Karl von Kirchbach auf Lauterbach (1856–1939) – generálplukovník rakousko-uherské armády
- Gábor Vona (20. srpen 1978) – maďarský politik

## Galerie

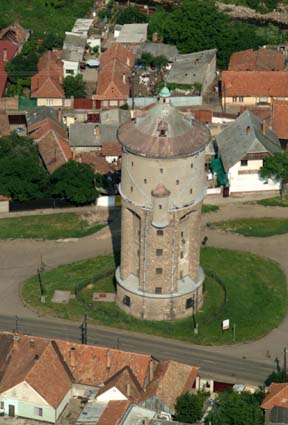
Historická vodárenská věž z roku 1927
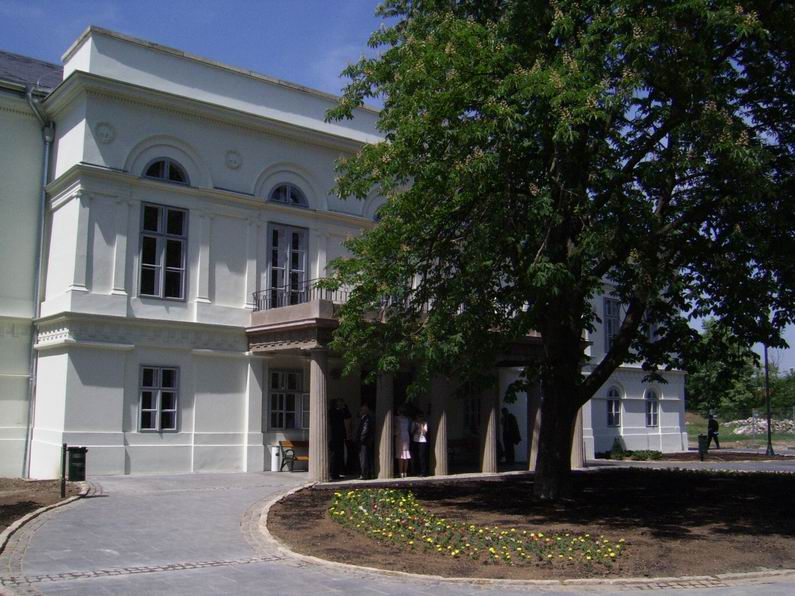
Budova Mátra muzea